# Lamborghini Miura
Lamborghini Miura — спорткар створений спеціалістами фірми Lamborghini і виготовлявся з 1966 по 1973 роки.

## Опис моделі

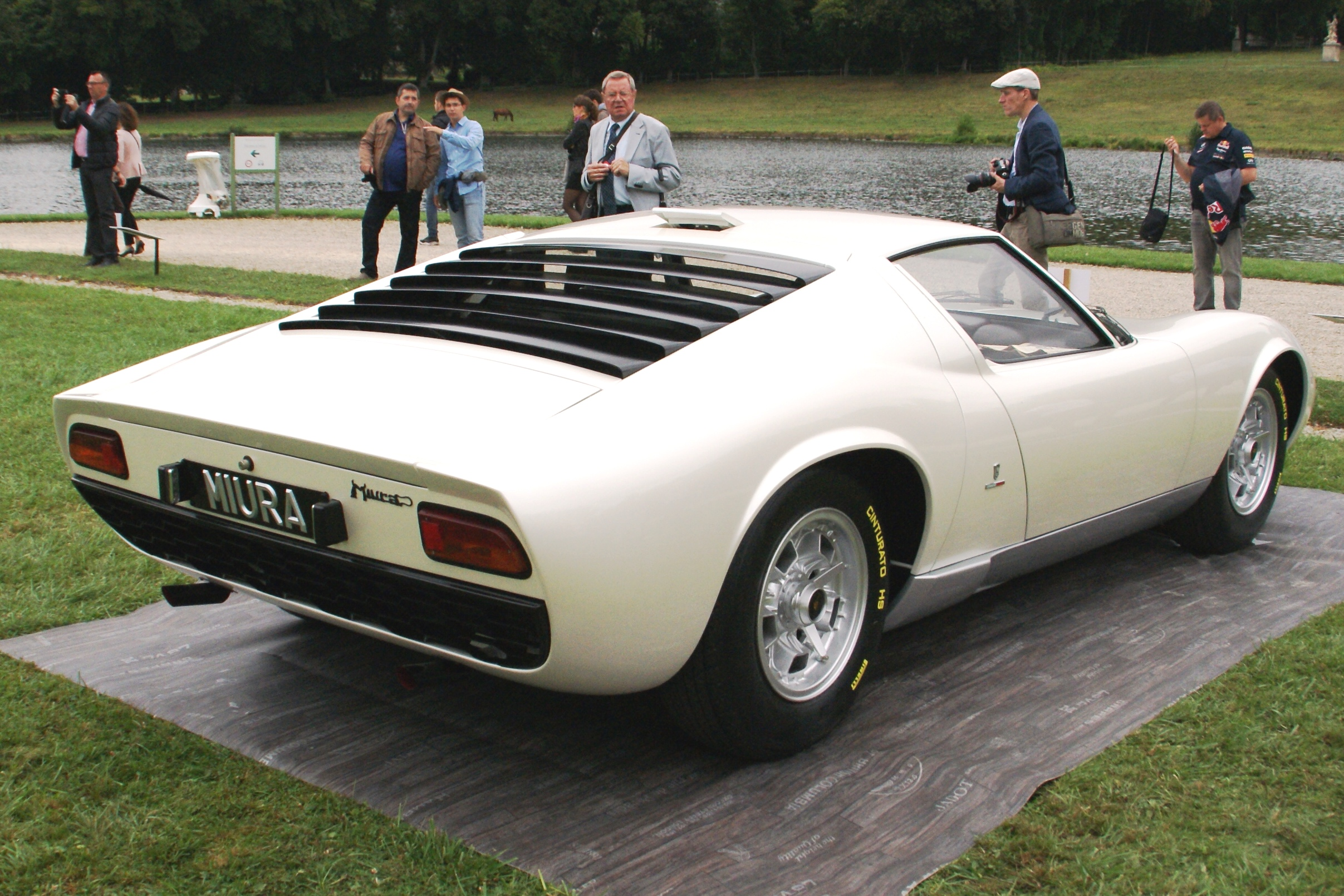

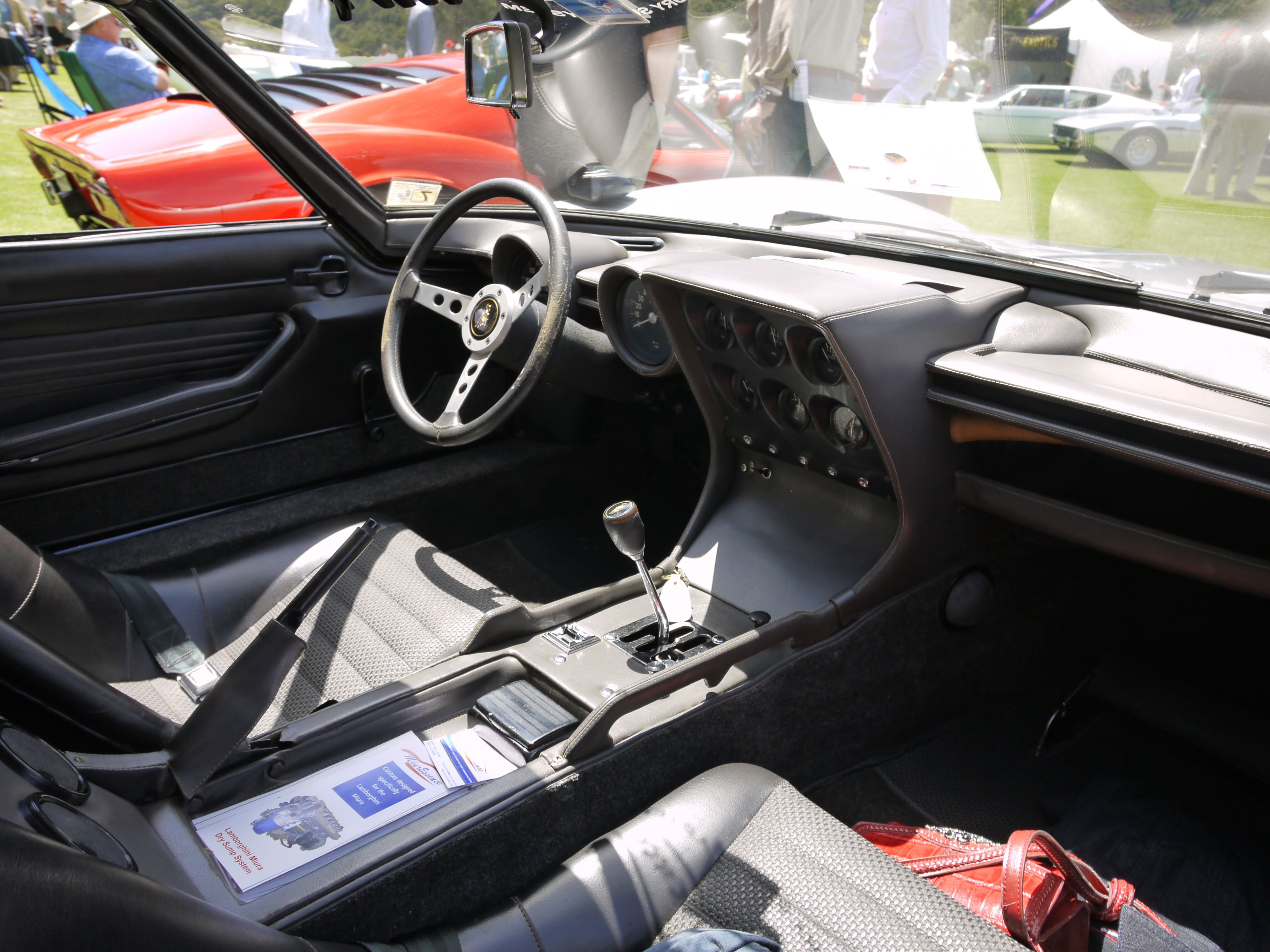

Lamborghini Miura народилася з випадкової ідеї інженерів Джанпаоло Даллара, Паоло Станцані та Боба Воллеса, що вирішили створити суперкар з мотором посередині кузова. Побачивши перші начерки, Ферруччіо Ламборгіні залишився вельми вражений і дав добро на розробку машини. Навіть якщо не буде попиту, вирішив італієць, увагу до марки середньомоторний суперкар обов'язково приверне. Miura, названа на честь бійцівської породи биків, цікава і конструктивна. Двигун 12-циліндровий поперечно розташований у базі, а також картер двигуна, коробки і диференціала, відлитий однією деталлю. Але найбільше вражав фантастичний дизайн молодого Марчело Гандіні, який в той час працював в студії Нуччо Бертоне. Найпотужніша версія SV з форсованим до 385 к.с. мотором, згідно із заводськими даними, розганялась до 300 км/год. Хоча жоден з незалежних експертів не міг повторити цей результат. Не дивно, адже вже при 265 км/год на машину діяла така підйомна сила, що передні колеса відривалися від землі. На жаль, неймовірно красива Miura виявилася далекою від ідеалів аеродинаміки. Все тому, що, за їдким висловом англійського журналіста Майкла Лоренса, "Ламборгіні випускав ювелірні прикраси для чоловіків, а не серйозні спортивні автомобілі".

## Двигуни
- 3.9 л Lamborghini V12 DOHC 60° 350 к.с. при 7000 об/хв 355 Нм при 5000 об/хв (P400, 275 авто, 1966–69)
- 3.9 л Lamborghini V12 DOHC 60° 370 к.с. при 7700 об/хв 388 Нм при 5500 об/хв (P400S, 338 авто, 1968–71)
- 3.9 л Lamborghini V12 DOHC 60° 385 к.с. при 7850 об/хв 400 Нм при 5750 об/хв (P400SV, 150 авто, 1971–73)